# Domfront en Poiraie
Domfront en Poiraie ist eine französische Gemeinde mit 4.131 Einwohnern (Stand 1. Januar 2022) im Département Orne in der Region Normandie. Sie gehört zum Kanton Domfront en Poiraie und zum Arrondissement Argentan.
Die Gemeinde entstand mit Wirkung vom 1. Januar 2016 als Commune nouvelle durch die Zusammenlegung der bisherigen Gemeinden Domfront, La Haute-Chapelle und Rouellé, die in der neuen Gemeinde den Status einer Commune déléguée haben. Der Verwaltungssitz befindet sich im Ort Domfront.

## Gliederung
| Ortsteil                   | Ehemaliger INSEE-Code | Fläche (km²) | Einwohnerzahl zum 1. Januar 2022 |
| -------------------------- | --------------------- | ------------ | -------------------------------- |
| Domfront (Verwaltungssitz) | 61145                 | 35,54        | 3.414                            |
| La Haute-Chapelle          | 61201                 | 19,31        | .0534                            |
| Rouellé                    | 61355                 | 10,64        | .0183                            |